# Dolar Šalomounových ostrovů
Dolar Šalomounových ostrovů je zákonným platidlem na Šalomounových ostrovech. Zdejší měna má svůj název dolar společný s měnami několika dalších států po celém světě. Jeho ISO 4217 kód SBD, jedna setina dolaru se nazývá cent.
Zdejší dolar se do oběhu dostal v roce 1977, kdy nahradil do té doby používaný australský dolar. Při svém vzniku měl dolar Šalomounových ostrovů paritní hodnotu k australskému dolaru, v roce 2007 byl šalomounský dolar ekvivalentní s cca 15 australskými centy.

## Mince a bankovky
- V oběhu se vyskytují mince o hodnotách 1, 2, 5, 10, 20 a 50 centů, dále 1 dolar. Jelikož jsou Šalomounovy ostrovy členským státem Commonwealth, na lícové straně všech mincí je vyobrazena britská královna Alžběta II.
- Bankovky mají hodnoty 2, 5, 10, 20, 50 a 100 dolarů.